# 下田郷のいしぶみ

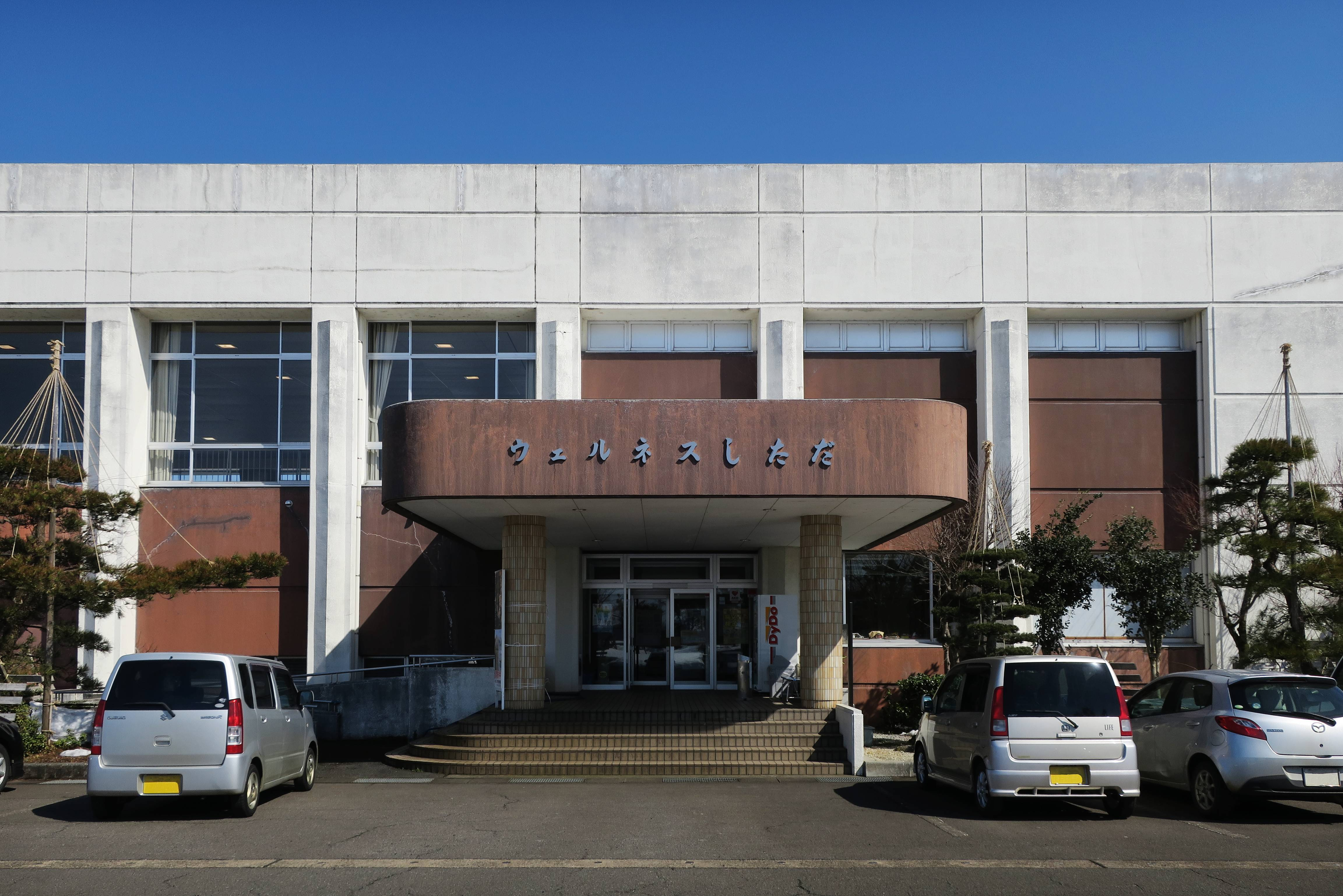
下田郷資料館

下田郷のいしぶみ（しただごうのいしぶみ）は、新潟県三条市の下田地区（下田郷）に数多く存在する石碑や石像、石仏、道祖神といった石造物の総称である。市はこれらを地域固有の文化遺産と位置づけ、現地確認や聞き取りなどの調査を実施するとともに、企画展やガイドツアーの開催など情報発信を行っている。2013年（平成25年）度に市が実施した調査（下田郷土史研究会への委託）では、下田郷内で400点以上が確認されている。

## いしぶみの例
いしぶみの例として、三条市公式ウェブサイトに写真付きで掲載されているものを紹介する。
- 西潟為蔵顕彰碑
- 大谷地山神社の双体道祖神
- 大谷地の板碑
- 大谷地の双体道祖神
- 南五百川の双体道祖神
- 長野の庚申塔（道標）
- 大谷地の六地蔵
- 大谷地の如意輪観音
- 笹岡の句碑
- 桑切の寒念仏・湯殿山・廿日待塔
- 高屋敷の陽石・陰石
- 中浦の不動明王（石彫）